# Фудзисава, Хосай
Хосай Фудзисава (яп. 藤沢 朋斎 Фудзисава Хо:сай, имя при рождении Кураносукэ Фудзисава (藤沢 庫之助); 5 марта 1919 года — 2 августа 1993 года) — японский го-профессионал 9 дана, обладатель го титулов Одза и Дзюдан, известный довольно частым использованием в своих партиях стратегии зеркальной игры при игре белыми.

## Биография
Фудзисава Хосай родился в Йокогаме, Япония. Он стал одним из значительных го игроков XX столетия и участвовал в розыгрыше основных титулов. Фудзисава стал инсэем (учеником, собирающимся стать профессиональным игроком) при Нихон Киин в возрасте 11 лет. Его учителем стал Хонъимбо Сюсай. Фудзисава стал известен благодаря своему стилю фусэки (начала партий) — при игре белыми он очень часто использовал стратегию зеркального го — зеркального повторения ходов соперника. Он стал первым игроком, получившим ранг 9 дана через систему турниров Оотэаи, выиграв турнир 7 раз.

## Титулы
| Титул                | Годы |
| -------------------- | ---- |
| Существующие         | 2    |
| Дзюдан               | 1964 |
| Одза                 | 1958 |
| Ранее существовавшие | 1    |
| Hayago Championship  | 1971 |

Участвовал в розыгрыше
| Титул                | Годы                         |
| -------------------- | ---------------------------- |
| Существующие         | 9                            |
| Хонъимбо             | 1957                         |
| Дзюдан               | 1965, 1967                   |
| Одза                 | 1963                         |
| NHK Cup              | 1955, 1957, 1960, 1967, 1969 |
| Ранее существовавшие | 3                            |
| Hayago Championship  | 1968, 1970, 1972             |